# Васил Холевич
хаджи Васил хаджи Жечев Холевич е едър български земевладелец, търговец, хаджия, депутат в няколко Народни събрания на България, сенатор и депутат в Румъния.

## Биография
Роден е през 1847 година в Котел. Дядо му Вълко е виден деец на църковното движение и борец срещу унията. Баща му хаджи Жечо Холевич – един от най-богатите българи в Котел, земевладелец и търговец. Майка му е хаджи Стана Генова Губиделникова-Холевич. Още през 30-те години на XIX век фамилията Холевич започват да купуват земи в Добруджа, като по-късно се преселват окончателно в село Дуранлар, Каварненско. Жечо Холевич има чифлик и в съседното село Делнебейкьой (днес Септемврийци). Интересен факт за тези чифлици, е че там са се отглеждали и няколко камили с цел да ги ползват в земеделския труд.
Васил има 3-ма братя – Гено, Петър и Никола и 2 сестри – Злата и Йордана. Васил Холевич учи в Цариград. Успява да овладее френски, арабски и руски език. Заедно с брат си Ген(ч)о притежава два от най-големите чифлици в Добруджа. Занимава се и с търговия с месо, вълна и кожи. Двамата имат търговска кантора в Цариград и изнасят зърно, вълна и кожи. Вносител и на земеделска техника.
След Освобождението Васил Холевич за кратко е председател на Окръжния съвет в Балчик (1878 – 1879), като такъв по право е депутат и в Учредителното събрание в Търново през 1879 година. Консерватор по убеждение. Участва и в I велико народно събрание за избор на княз. Виден представител на консервативните среди, впоследствие е сред привържениците на Стефан Стамболов.
От 1880 година е председател на Окръжния съвет във Варна, на който пост ще се задържи близо 27 години (с известни прекъсвания). (1888 – 1891). От 1891 до 1893 г. е член и председател на Варненския окръжен съвет.
Жени се за Пена Добрева (по-късно Холевич), имат синове – Никола, Захари и Данаил, и две дъщери – Йовка и Стефана.
Васил Холевич е избран за депутат и във II, III и IV велико народно събрание. От Блачишки окръг е избиран за представител и в V и VI народно събрание, а в VII народно събрание е избран от Котел.
След анексирането на Южна Добруджа от Румъния, неговото земеделско стопанство продължава своето съществуване вече на румънска територия, въпреки че Румъния конфискува значителни земи от едрите български земевладелци.
Васил Холевич става сенатор в Румънския парламент през 1919 година от област Калиакра, а впоследствие и депутат от Национал-либералната партия на Румъния. Умира след 1919 г. в Каварна.

## Известни родственици
- Добри Божилов – племенник (1884 – 1945) – управител на БНБ, министър на финансите (1938 – 1943), министър-председател (1943 – 1944);
- Никола Генов Холевич – племенник – един от основателите на земеделското движение в България и сред лидерите на големите селски протести срещу десятъка от 1900 г.;
- Йорданка Холевич – правнучка (1942 – 2018) – българска фолклористка, литературоведка и културна антроположка.

## Награди
- Орден Св. Александър V степен връчен от княз Фердинанд през 1890 г.